# Isham (Angleterre)
Pour les articles homonymes, voir Isham.
Isham est une paroisse civile et un village du Northamptonshire, en Angleterre.